# Abdicación

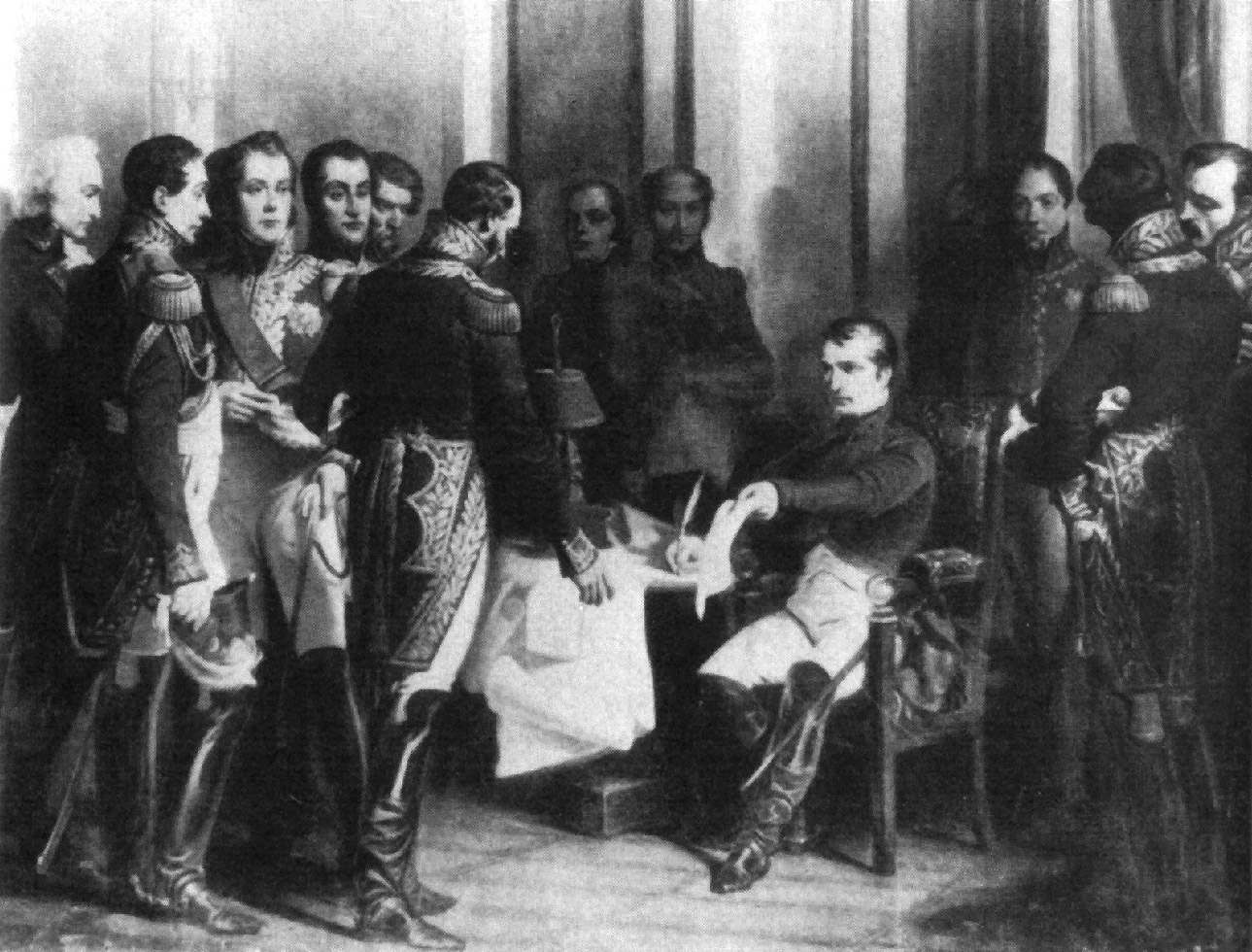
Abdicación de Napoleón Bonaparte.

Abdicación (del latín abdicatio, renegar, renunciar; de ab de, y dicare, declarar, proclamar como no perteneciente a uno) es el acto según el cual una persona renuncia y cede por sí misma su cargo antes de que expire el tiempo para el cual se tomó el mismo. En el derecho romano, el término se aplicaba especialmente para desposeer a un miembro de una familia, como al desheredar a un hijo, pero, en tiempos más recientes, esta palabra se usa raramente excepto en el sentido de renunciar al poder supremo de un Estado. Un término similar para un electo o un funcionario es renuncia (al cargo).

## La Corona británica
Probablemente la abdicación más famosa en la historia contemporánea sea la del rey Eduardo VIII del Reino Unido en 1936, quien abdicó del trono británico para poder casarse con la divorciada Wallis Simpson, pasando por alto las objeciones del establishment británico, los gobiernos de la Mancomunidad de Naciones, la familia real y la Iglesia de Inglaterra. Esta fue también la primera vez en la historia que un rey renunció a la Corona británica de manera enteramente voluntaria. Ricardo II de Inglaterra, por ejemplo, fue forzado a abdicar después de que fuera despojado del trono por su primo, Enrique Bolingbroke, mientras Ricardo se encontraba fuera del país.
Cuando Jacobo II de Inglaterra, después de lanzar el Gran Sello del Reino al Támesis, huyó a Francia en 1688, no renunció a la corona formalmente, y se discutió en el Parlamento la cuestión de si había perdido su derecho al trono o si había abdicado. Se acordó lo último, pues en una asamblea general de Lores y Comunes, convinieron que estaba depuesto, a pesar de la protesta de Jacobo, y declararon que «habiéndose esforzado el rey Jacobo II en revocar la constitución del reino, rompiendo el contrato original entre el rey y el pueblo, y, aconsejado por los Jesuitas y otras personas corruptas, habiendo violado las leyes fundamentales, y habiéndose él mismo retirado fuera del reino, abdicó del gobierno y que el trono está por tanto vacante». El parlamento escocés pronunció un decreto de derrocamiento y deposición.
Como el título de la Corona depende de un estatuto, particularmente el Acta de Establecimiento de 1707, una Abdicación Real solo se puede efectuar mediante un Acta del Parlamento. Para dar efecto legal a la abdicación de Eduardo VIII del Reino Unido se dictó el Ley de la Declaración de Abdicación de Su Majestad de 1936.

## Ejemplos históricos
Estos son solo algunos ejemplos previos a la Edad Moderna:
- Kuai de Yan, rey chino del Estado Yan del siglo IV a. C.; abdicó en favor de su ministro Zizhi. Es la instancia de abdicación más antigua conocida.
- Cornelio Sila, dictador (82-79 a. C.) de la República romana.
- Xian de Han (r. 189-220), último emperador de China de la dinastía Han. Fue forzado a abdicar el 11 de diciembre del año 220, evento que dio paso al convulsionado periodo de los Tres Reinos.
- Diocleciano (r. 284-286), emperador romano fundador de la Tetrarquía, abdicó pacíficamente el 1 de abril del 286.
- Rómulo Augústulo (r. 475-476), último emperador de Occidente, fue forzado a abdicar el 4 de septiembre del 476.
- Gaozu de Tang (r. 618-626), emperador chino fundador de la dinastía Tang, abdicó el 4 de septiembre del 626 en favor de su hijo Li Shimin.
- Emperatriz Jitō (r. 686-697), emperatriz de Japón; abdicó en favor del Emperador Monmu.
- Emperador Shōmu (r. 724-749); 45.º emperador de Japón y primero en abdicar.
- Isaac I Comneno (r. 1057-1059), emperador de Oriente, segundo y último emperador romano en abdicar pacíficamente.
- Juan XVIII, 141° papa (1003-1009), se retiró a la Abadía de San Pablo Extramuros.
- Enrique IV del Sacro Imperio (r. 1084-1105), abdicó en favor de su hijo Enrique V.
- Juan de Balliol (r. 1292-1296), rey de Escocia, abdicó el 10 de julio de 1296.
- Eduardo II de Inglaterra (r. 1307-1327), abdicó el 20 de enero de 1327, poco antes de su muerte.
- Carlos I de España y V de Alemania, abdicó a sus títulos imperiales entre 1555 y 1556.
- María I de Escocia, forzada a abdicar el 24 de julio de 1567 en favor de su hijo de un año de edad, Jacobo VI.

## Abdicaciones modernas
Históricamente, si un monarca abdicaba ello se veía como profundo y chocante abandono del deber real. Como resultado, las abdicaciones normalmente solo ocurrían en las más extremas circunstancias de tumulto político o violencia. Esto ha cambiado en un pequeño número de países: los monarcas de Países Bajos, Luxemburgo, Camboya y Bélgica han abdicado como resultado de su avanzada edad. El príncipe Juan Adán II de Liechtenstein hizo a su hijo regente recientemente, en un acto que equivalía a un abdicación de facto si no de ley.
- En los Países Bajos, Guillermo III fue el último monarca que murió ocupando el trono en 1890, ya que las reinas Guillermina, Juliana y Beatriz abdicaron la corona a la edad de 68, 71 y 75 años, respectivamente. En los tres casos retomaron el título de princesa que utilizaban antes de ascender al trono.
- En la Nación Misquita el rey Robert II abdico al trono después de que Nicaragua incorporase la mosquita, acto después se marcharía del país en calidad de refugiado.
- El emperador Guillermo II de Alemania abdicó tras la Primera Guerra Mundial en noviembre de 1918, huyó al exilio a los Países Bajos donde vivió hasta su muerte en 1941.
- En Bélgica, Leopoldo III abdicó por razones políticas en 1951. Su hijo Alberto II renunció en 2013 debido a su edad (79 años) al cumplirse veinte años de su reinado.
- En la iglesia católica Benedicto XVI renunció al papado por causas de salud y edad el 2013.
- Juan Carlos I de España abdicó la corona en 2014, a la edad de 76 años, tras casi 39 de reinado.
- El emperador Akihito de Japón, debido a su avanzada edad, manifestó su intención de abdicar al trono a finales de 2017. Debido a la Constitución de Japón vigente, debía ser autorizado por el Gabinete y la Dieta este acto imperial. Durante el año 2018, la Dieta aprobó la ley sui generis que permitió la abdicación del emperador a partir del 30 de abril de 2019, tras 30 años en el trono, finalizando la Era Heisei. Le sucedió su hijo Naruhito, quien inició la Era Reiwa el 1 de mayo del mismo año, vigente hasta hoy.
- En Dinamarca, la reina Margarita II, abdicó el 14 de enero de 2024, en el 52.º aniversario de su ascenso al trono danés.